# Marika Jovinge
Marika Jovinge, även verksam under namnen Jovinge-Edenfalk och Jovinge Cropper, född 26 oktober 1931 i Stockholm, är en svensk målare, grafiker och tecknare.
Marika Jovinge är dotter till Torsten Jovinge och Stella Falkner, som 1936 gifte sig med Tom Söderberg. Själv var hon mellan 1949 och 1955 gift med Bengt Edenfalk. 
Marika Jovinge studerade vid Konsthögskolans grafiska avdelning 1951 och vid dess målarskola 1955 samt under studieresor till Spanien. Hon medverkade med grafik och teckningar i utställningar med Sveriges allmänna konstförening på Konstakademien. Tillsammans med Roy Evertsen och Roy Lindqvist ställde hon ut i Landskrona 1955. 
Bland hennes offentliga arbeten märks mosaiker i Maria kyrka, Järfälla och Åkersberga kyrka. Marika Jovinge är representerad vid Moderna museet i Stockholm med en kolteckning. 
År 1991 gav hon ut boken Vem vill byta en gentleman mot en röd hund om sin fars död under inbördeskriget i Spanien 1936.